# Jorge Campos
Jorge Campos Navarrete (ur. 15 października 1966 w Acapulco) – meksykański piłkarz. W latach 90. występował na pozycji bramkarza lub napastnika, grał w reprezentacji Meksyku. Zasłynął z bronienia w wielokolorowej koszulce meczowej. Zajął też czwarte miejsce w rankingu dziesięciu najbardziej ekscentrycznych bramkarzy, którzy kiedykolwiek wystąpili w finałach mistrzostw świata sporządzonego przez serwis goal.com, wyprzedzając m.in. Jana Tomaszewskiego i Fabiena Bartheza.

## Kariera
Całą swoją karierę piłkarską Jorge Campos spędził w klubach Ameryki Północnej. W ojczyźnie grał w klubach Primera División, takich jak: UNAM Pumas, Atlante FC, Cruz Azul, Tigres UANL i CF Puebla. Później występował w Major League Soccer w Stanach Zjednoczonych, w klubach Los Angeles Galaxy i Chicago Fire. Pomimo swojej boiskowej pozycji Campos zdobył we wszystkich meczach 35 goli, w tym 14 w sezonie 1989/1990 w klubie UNAM Pumas.
Campos grał również w drużynach Reszty Świata, w pokazowych meczach przeciwko takim klubom jak FC Barcelona, Real Madryt czy A.C. Milan.
Na płaszczyźnie międzynarodowej Jorge Campos grał regularnie w reprezentacji Meksyku w latach 90. Występował m.in. na Mistrzostwach Świata 1994 i 1998. W drużynie narodowej zagrał 130 razy.
Po zakończeniu kariery klubowej i reprezentacyjnej został asystentem trenera reprezentacji Meksyku Ricardo La Volpe.
Osiągnięcia:
- mundial 1994 – 1/8 finału,
- mundial 1998 – 1/8 finału,
- Puchar Konfederacji (1999) – zwycięstwo,
- mundial 2002 – 1/8 finału.

## Inne
- Campos był znany ze swych bajecznie kolorowych strojów bramkarskich szytych przez firmy Umbro, Nike. Jak mówił: aby rozpraszać napastników.
- W lidze USA - Major League Soccer występował na pozycji bramkarza z numerem 9[4].